# Seven Towns Limited
Seven Towns Limited är en multinationell leksakstillverkare. Några av deras mest kända produkter är exempelvis brädspelet Monopol samt kubspusslet Rubiks kub.